# Марія Ольгердівна
Марія Ольгердівна (нар. близько 1363 року — пом. опісля 1382) — донька великого князя литовського Ольгерда Гедиміновича од другої дружини, тверської князівни Уляни Олександрівни.    
1379 р. (за припущенням історика Олега Ліцкевича — у вересні) Ягайло видав сестру заміж за свого милованця Войдила, колишнього «паробка невольного». Цей шлюб, мабуть, не був зумовлений якимись політичними альбо династичними причинами, радше щирою, взаємною симпатією. Дітей, щоправда, подружжя так і не прижило: в 1382 р. Войдилу схопили й вбили люди вел. кн. Кейстута, якому, за висловом літописця, Ягайло «жалость великую вчынил, иж братанну его а свою сестру за холопа дал». Як завважив із цього приводу дослідник Олександр Груша, соціальні категорії могли значною мірою коригувати дружні та сімейні стосунки. 
Вдруге Марія пошлюбилась з князем городецьким Давидом Дмитровичем, — вони обидвоє згадуються в Любецькім синодику. Жінка народила Митька (під час династичної війни 1430-тих років належав до прибічників Свидригайла і був страчений Сигізмундом Кейстутовичем) та, імовірно, Володька, що зринає кількакратно в документах тої ж пори, зокрема у листі руських князів та бояр до Базельського собору (1433). 

### В культурі
Роль Марії Ольгердівни в польському серіалі Korona królów зіграла українська акторка Анна Залевська.